# ماكس كار
ماكس كار (بالإنجليزية: Max Carr) هو منافس ألعاب قوى نيوزيلندي، ولد في 14 يونيو 1922 في كرايستشرش في نيوزيلندا، وتوفي في 5 يوليو 2016 في تاورانجا في نيوزيلندا.

## روابط خارجية
- ماكس كار على موقع اتحاد ألعاب الكومنولث (مؤرشف) (الإنجليزية)